# Geneviève Morrison
Geneviève Morrison (Shawville, 24 de setembre de 1988) és una esportista canadenca que competeix en lluita estil lliure, guanyadora d'una medalla de bronze en el Campionat Mundial de Lluita de 2015 i dues medalles en el Campionat Panamericà de Lluita, or en 2015 i bronze en 2007.
En els Jocs Panamericans de 2015 va obtenir la medalla d'or en la categoria de 48 kg.

## Palmarès internacional
| Campionat Mundial      | Campionat Mundial                       | Campionat Mundial | Campionat Mundial |
| Any                    | Lloc                                    | Medalla           | Categoria         |
| ---------------------- | --------------------------------------- | ----------------- | ----------------- |
| 2015                   | Las Vegas (Estats Units) Estats Units   | 3                 | Lliure 48 kg      |
| Jocs Panamericanos     |                                         |                   |                   |
| Any                    | Lloc                                    | Medalla           | Categoria         |
| 2015                   | Toronto ( Canadà) Canadà                | 1                 | Lliure 48 kg      |
| Campionat Panamericano |                                         |                   |                   |
| Any                    | Lloc                                    | Medalla           | Categoria         |
| 2007                   | San Salvador ( El Salvador) El Salvador | 3                 | Lliure 51 kg      |
| 2015                   | Santiago ( Xile) Xile                   | 1                 | Lliure 48 kg      |